# ۲۰۰ (میلادی)
۲۰۰ (میلادی) دویست مین سال تقویم میلادی است.

## زادگان
- دیوفانت، ریاضی‌دان یونانی
- تاسیتوس، امپراتور روم
- والریان، امپراتور روم

## درگذشتگان
‎